# Дулебы
Дуле́бы (церк.-слав. дѹлѣби) или дудлебы — славяне, проживавшие в VI—X веках на территории Западной Волыни, Паннонии (южнославянские дулебы) и Южной Чехии (западнославянские дулебы).
В настоящее время среди учёных нет единого мнения, являются ли дулебы в этих трёх регионах единым племенем или тремя отдельными. Самое позднее упоминание дулебов относится к 907 году.

## Название

### Дулебы и дудлебы
Восточнославянская форма «дулебы» соответствует западнославянской форме «дудлебы» (южно / восточнославянский переход «-dl / tl-» в «-l-», например: мыдло → мыло, садло → сало и др.).

### Происхождение названия
Ян Длугош сообщал версию происхождения названия племени от имени князя Дулеба, чьё племя стало зваться дулебами: 
Были и другие польские князья, а именно Радим и Вятко, один из которых, а именно Радим, обосновался на реке Соже, другой, Вятко, — на реке Оке, дав свои имена землям и народам: от Радима прозвались радимичи (Radziniczanye), от Вятка — вятичи (Wyaticzanye). Те [славяне], которые сели на реке Буг, назвались дулебами (Dulyebyenye) — от князя их Дулеба, после они стали зваться волынянами, а ныне — лучанами.
Длугош в целом следовал «Повести временных лет», в которой, однако, нет имени Дулеб. Длугош продолжил эпонимический ряд, который начинался с Леха — эпонима лехитов. В латинском оригинале хронистом неоправданно была изменена и унифицирована морфологическая модель племенных названий: Radziniczanye, а не «радимичи», Wyaticzanye, а не «вятичи», Dulyebyenye, а не «дулебы».
Существует большое число гипотез о происхождении этнонима *dudlěbi «дулебы»:
- В. Н. Татищев допускал возможность тождества имени дулебов с названием племени будинов или дудинов из работ Плиния[6];
- одна из гипотез выводит его из германского *deud(a)-laibaz «народное наследство, имущество народа». Однако по мнению О. Н. Трубачёва, в таком случае, в славянский оно бы перешло как *tjudlebi «чулебы»;
- Р. Нахтигал и Г. А. Хабургаев предполагали происхождение из германского *dudl-eiba «земля волынок, Волынь», причем Нахтигал считал, что этноним «волыняне» — славянская дословная калька германского названия дулебов[7][8];
- О. Н. Трубачёв выводил его из германского *daud-laiba «выморочное имущество, наследство умершего» и считал, что он происходит из западногерманского ареала, а именно — из Тюрингии[5];
- Ш. Ондруш[англ.] выводил его из славянского *dudl-eb «жители долин, низин» с корнем dudla «яма, углубление»[9];
- В. Д. Королюк предлагал связь с топонимами на -leben в Саксонии и Тюрингии, в первом компоненте заключавшими имя владельца или предка. Королюк придерживался восточногерманской этимологии, что объясняло миграцию племенного названия дулебов, и относил возникновение этого названия к периоду до раннего Средневековья[10];
- Г. Кунстманн[нем.] считал, что дулебы это древнегреческие долопы (Δόλοπες), жившие на Эпире[11];
- В. В. Седов разделял западногерманскую этимологию этнонима, рассматривал его как один из праславянских и относил его появление к римскому времени, к ареалу пшеворской культуры[12];
- Р. А. Агеева упоминает наличие версии о происхождении от антропонима типа Detlef[1][13];
- С. В. Назин считает, что и древнеславянское *dudlébi «дулебы», и венгерское tôtok «славяне» восходят к тюркскому прозвищу *tatli oba «татское, покоренное оседлое племя», которым тюрки-обры называли местных славян[14][15].

### Обсценное значение
В ряде русских говоров (каширских, курских, орловских, рязанских, владимирских, калужских, воронежских) слово дулеб/дулеп имеет значение «неотёсанный, косой, дурак, глупый, болван, простофиля».

## Прародина

### Паннония

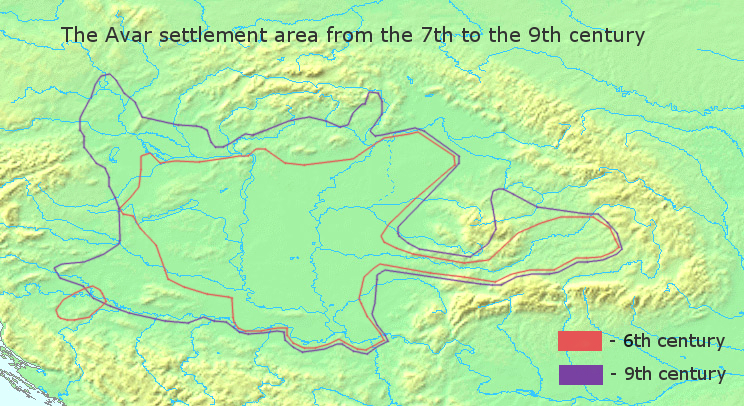
Территория аварских поселений с VII по IX века

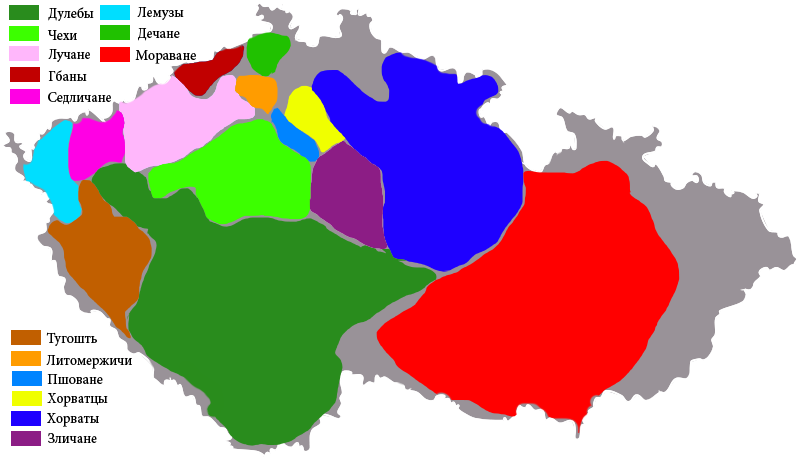
Местоположение средневековых чешских племён в границах современного государства Чехии

Ф. Ф. Вестберг, опираясь на «Золотые копи и россыпи самоцветов» Аль-Масуди, «Повесть временных лет», ряд языковых свидетельств и список названий селений, собранный П. Шафариком, считал, что дулебы происходили из Богемии и Паннонии. Д. Е. Алимов, также считает родиной дулебов была Паннония и Богемия, а на Волынь, по его мнению, они распространились лишь в IX веке, в период расширения Чешского княжества при Болеславе I Пржемысловиче. С. В. Конча предполагает, что дулебы происходят из Среднего Подунавья, а на Волынь они бежали от аварского гнёта и именно от них самих в «Повесть временных лет» попало предание о том, как обры (авары) мучили дулебов. А. С. Кибинь считает, что дулебы проживали на Дунае — на территории Аварского каганата, так как до составления «Повести временных лет» (начало XII века), память об обрах отражена исключительно в моравских и болгарских исторических памятниках конца IX века, а сказание об обрах в самой «Повести временных лет» подаётся в контексте истории дунайских славян. С. В. Назин разделяет мнение, что изначально дулебы жили в Паннонии, а затем, или вследствие расширения аварского влияния или их собственного расселения они появились в Чехии, на Волыни и в Прикарпатье.

### Волынь
В. Д. Королюк, Б. А. Рыбаков и Л. В. Войтович предполагали, что прародиной дулебов является Волынь, а вторжение обров дало ход расселению дулебов на запад.

### Междуречье Вислы и Одры

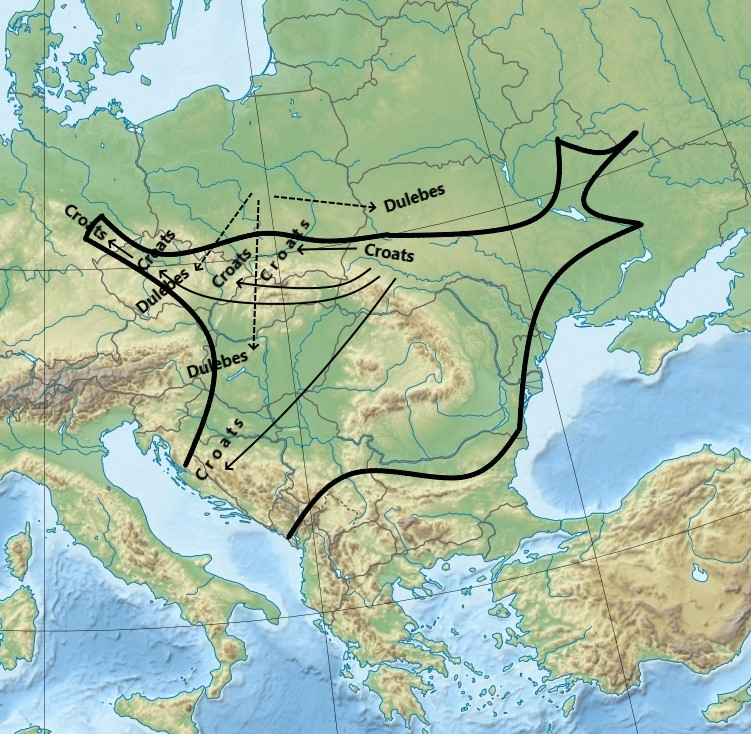
Распространение этнонимов «хорваты» и «дулебы» в средние века

А. А. Горский считает, что этот славянский этноним имеет иноязычное происхождение, а значит можно уверенно утверждать, что все его носители имеют общее происхождение. Основываясь на этом тезисе, В. В. Седов предполагал, что славянское племя дулебов уже в римские времена проживало рядом с западногерманскими племенами, в районе Висло-Одерского междуречья, в ареале пшеворской культуры. Позднее в результате широкого расселения славян раннее дулебское племенное образование распалось, и дулебы расселились на Волыни, в Чехии, на Среднем Дунае, между озером Балатоном и рекой Мурой (у Радгоны, то есть современного Радкерсбурга), а также в верховьях Тисы, и в Хорватии (на Верхней Драве). Р. А. Агеева писала, что дулебы существовали уже в начале VII века, входили в состав известных по античным источникам склавенов и сложились рядом с западно-германскими народами, а позднее расселились на Волыни и в правобережной части Среднего Поднепровья.

## Язык
С. Л. Николаев, принимающий тезис о волынском происхождении дулебов и отождествлении их племенного союза с лука-райковецкой культурой, считает, что существовал позднепраславянский дулебский диалект (дулебский праязык), от которого произошли древневолынский (VIII—XIII века), дреговичский (VIII—XIII века) и древляно-полянский (VIII—XIII века) племенные диалекты. По его мнению, дулебский (припятско-словенский) диалект противопоставлялся сопредельным днестровско-хорватскому, радимичскому и кривичскому диалектам. В то же время, отдельные черты диалекта припятских словен сближает его с диалектом ильменских словен.

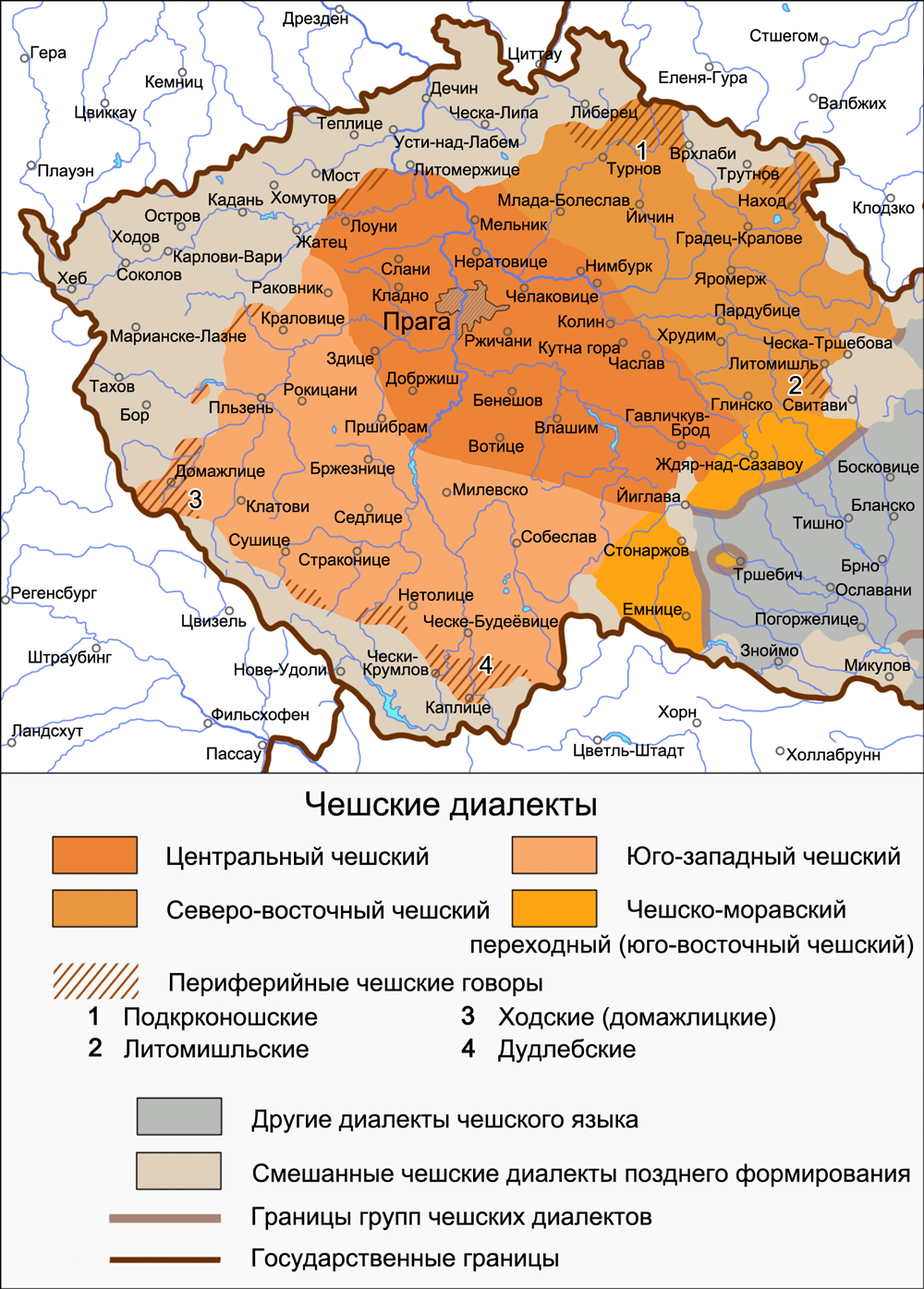
Юго-западный диалект на карте чешских диалектов

В настоящее время, дудлебский говор (чеш. úsek doudlebský, doudlebské nářečí, doudlebský dialekt) входит в состав юго-западного чешского диалекта.

## Археология

### Волынь и Чехия
Ряд исследователей отождествляют с дулебами часть памятников пражско-корчакской культуры, предшественницы луки-райковецкой культуры. В частности, В. В. Седов идентифицировал с дулебами памятники пражской культуры в восточной части её ареала. В таком случае, примечательным кузнечным центром дулебов было Зимновское городище.

### Паннония
С. В. Назин считает, что с дулебами следует отождествлять с кестхельскую культуру, так как ареал кестехельских древностей совпадает с территорией, на которой, судя по топонимическим данным, обитали дулебы: между юго-западной частью озера Балатона и рекой Мурой.

## История
Сведения о дулебах имеются в «Повести временных лет» начала XII века, которая упоминает их трижды. В VII веке дулебы подверглись аварскому нашествию:

Эти обры воевали и против славян и притесняли дулебов — также славян, и творили насилие женщинам дулебским: бывало когда поедет обрин, то не позволял запрячь коня или вола, но приказывал впрячь в телегу трех, или четырех или пять женщин и везти обрина, и так мучили дулебов.
Оригинальный текст (церк.-сл.)Си же обри воеваша на словѣны и примучиша дулѣбы, сущая словѣны, и насилье творяху женамъ дулѣбьскымъ: аще поѣхати бяше обрину, не дадяше въпрячи коня, ни волу, но веляше въпрячи 3, или 4, ли 5 женъ в телѣгу и повести обрина, и тако мучаху дулѣбы.

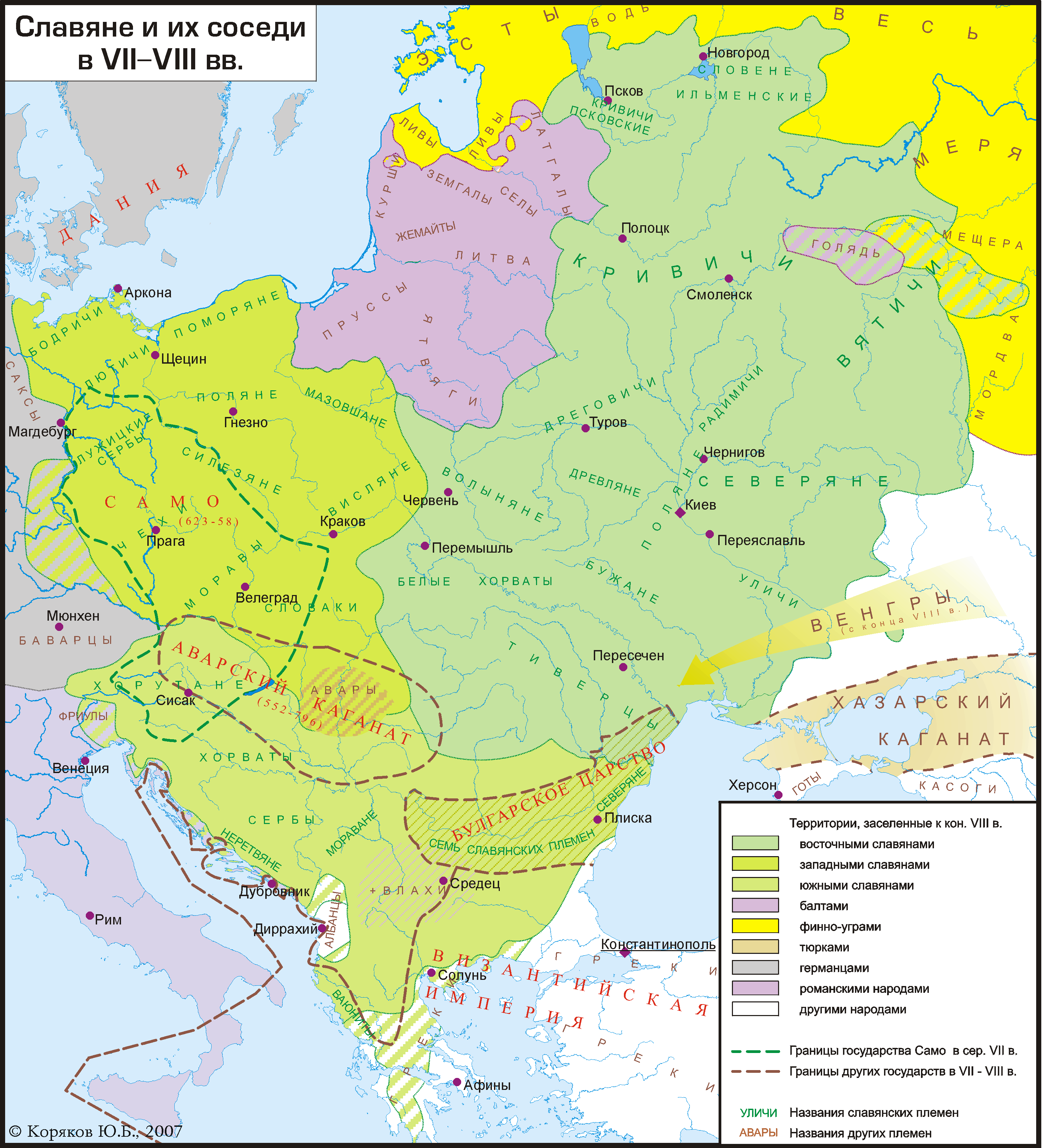
Дулебы (бужане и волыняне) на карте расселения славян и их соседей в конце VIII века

Ниже указано, что дулебы жили на территории будущих волынян:

И жили между собою в мире поляне, древляне, северяне, радимичи, вятичи и хорваты. Дулебы же жили по Бугу, где ныне волыняне, а уличи и тиверцы сидели по Бугу и по Днепру и возле Дуная. Было их множество: сидели по Бугу и по Днепру до самого моря, и сохранились города их и доныне; и греки называли их «Великая скифь».
Оригинальный текст (церк.-сл.)
И живяху в мирѣ поляне, и древляне, и северо, и радимичи, и вятичи и хорвати. Дулѣби же живяху по Бугу, кде нынѣ волыняне, а уличи, тиверци сѣдяху по Бугу и по Днѣпру, и присѣдяху къ Дунаеви. И бѣ множество ихъ, сѣдяху бо по Бугу и по Днепру оли до моря, и суть городы ихъ и до сего дне, да то ся зовяху от Грѣкъ Великая скуфь.

В 907 году участвовали в походе Олега на Царьград вместе с другими племенами. Поход закончился заключением выгодного мирного договора.

Пошел Олег на греков, оставив Игоря в Киеве; взял же с собою множество варягов, и славян, и чуди, и кривичей, и мерю, и полян, и северян, и древлян, и радимичей, и хорватов, и дулебов, и тиверцев, известных как толмачи: этих всех называли «Великая скифь».
Оригинальный текст (церк.-сл.)Иде Олегъ на Грѣкы, Игоря оставивъ Кыевѣ. Поя же множьство варягъ, и словѣнъ, и чюди, и кривичи, и мерю, и поляны, и сѣверо, и деревляны, и радимичи, и хорваты, и дулѣбы, и тиверци, яже суть толковины; си вси звахуться Великая скуфь.

Арабский географ аль-Масуди сообщал во второй половине X века о племени «дулаба» (араб. دولابة‎) с царем «Вандж-Слава» (араб. وانج صلاف‎). Ряд исследователей видит в этих словах, соответственно, племя дулебов и князя Вацлава (907—935).
Затем следует славянское племя Астабрана, которого царь в настоящее время называется Саклаих; еще племя, называемое Дулаба, царь же их называется Вандж-Слава.

## Генетические связи

### Дулебская группа
На восточнославянской территории, ранее предположительно населённой дулебами, «Повесть временных лет» упоминает бужан (волынян), древлян, полян и отчасти дреговичей. Р. А. Агеева предполагает распад дулебов на отдельные этнографические группы к IX веку. В. В. Седов объединял волынян, древлян, полян и дреговичей в так называемую «дулебскую группу», которая представляла юго-западную ветвь восточных славян и возникла VII—IX веках в результате распада праславянского племенного формирования дулебов. Аналогичной точки зрения придерживались И. П. Русанова, Г. Н. Матюшин, В. В. Богуславский и Е. И. Куксина. Иным названием у других специалистов было «дулебский племенной союз».

### Далеминцы
С. В. Назин допускает, что название племени далеминцев (с X века — гломачей) может восходить к названию племени дулебов. По его мнению, в начале слова произошёл переход дл- в гл- (*dl / *tl → gl, kl; то есть на среднесловацко-нижнелужицкий лад), а в конце корня произошло смешение звуков «б» и «м» (как в паре мусульманин → басурман), то есть цепочка изменения слова выглядела так: дулеб → дулебин → дулебинец → далеминец → дломач → гломач.

## Топонимы

### Дулебский топоформант
А. Г. Манаков относит к дулебам (волынянам, древлянам, полянам) и дреговичам топоформант -ичи. Он считает, что предшественником этого форманта был -ице (-ица/-ицы).

### Топонимы с корнем «дулеб»
Топонимы и гидронимы с корнями «дулеб», «дулеп», «дудлеб» распространены от Поднепровья через Волынь к Паннонии и Чехии, но определить время и контекст происхождения этих названий крайне трудно:
| - Дулебское/Долобское — озеро под Киевом; - Дулебно — деревня в Бобруйском уезде; - Дулебы — деревня в Червенском уезде; - Дулеба — река в низовьях Свислочи; - Дулебка — река в низовьях Свислочи; - Дулебы — остров к юго-востоку от Пинска; - Дулебы — деревня в Березинском районе Минской области; - Дулебня — деревня в Кличевском районе Могилевской области; - Tudleipin — упоминается в списке владений архиепископства в грамоте Людовика II зальцбургскому архиепископу Адальвину; - Dudleipin — упоминается в «Обращении баварцев и карантанцев» 870 года — там Прибина построил церковь; - Dudleipa — графство (comitatu), которое упоминается в «Грамоте короля Арнульфа 891 года»; | - Dulieb — местность в районе Верхней Дравы, упоминаемая в тирольских актах в 1060 году; - Duliba — долина в дивосельском Велебите; - Duliba — гора в Боснии; - Du(d)lieb — местность в Каринтии; - Дулебска — поселение у Врбовца в Хорватии; - Дулебка — река в Каринтии; - Дулеба — река, приток Ольсы; - Дулебы — село, которое находится на вышеназванной реке Дулебе; - Доудлебы — город в Южной Чехии, упоминаемый Козьмой Пражским среди земель князя Славника; - Дудлеба — река в Чехии. |